# Walking-Ghost-Phase
Die Walking-Ghost-Phase (deutsch etwa „Phase als wandelnder Geist“) ist bei der Strahlenkrankheit der Zeitraum scheinbarer Erholung eines Patienten zwischen dem Auftreten erster massiver Beschwerden und dem folgenden, unvermeidlichen Tod. Die Ursache hierfür ist, dass die ionisierende Strahlung primär Stammzellen zerstört, wohingegen bereits differenzierte Zellen weniger empfindlich auf Bestrahlung reagieren. Infolge der Zerstörung von Stammzellen bleibt der Nachschub an neuen Zellen aus, so dass absterbende, fertig ausdifferenzierte Zellen nicht mehr ersetzt werden können.
Die Walking-Ghost-Phase tritt auf bei einer durch eine hohe Äquivalentdosis von 6 bis 20 Sievert hervorgerufenen akuten Strahlenkrankheit mit tödlicher Ganzkörperdosis (zum Beispiel durch Radioaktivität oder Röntgenstrahlung verursacht).
Eine Therapie beschränkt sich daher auf palliative, schmerzlindernde Maßnahmen.
Die Phase kann Stunden bis wenige (5–10) Tage andauern. Bei höheren Strahlendosen entfällt sie ganz; diese Dosen sind aufgrund der Strahlenauswirkung auf das zentrale Nervensystem sofort beziehungsweise innerhalb weniger Stunden tödlich.